# Niki Giustini
Niki Giustini (Waterford, 10 settembre 1964 – Pisa, 4 gennaio 2017) è stato un imitatore, comico, attore e conduttore radiofonico italiano.

## Biografia
Nato in Irlanda da una famiglia toscana, tornata subito dopo in Italia.
Durante il 100º Corso Allievi Carabinieri Ausiliari "Fortunato Caccamo", svoltosi presso la Caserma Pepicelli di Benevento (1983), conobbe Leonardo Pieraccioni con cui poi svolse il servizio militare: i due sarebbero diventati grandi amici. Dal 1983 al 1989 fu carabiniere effettivo, prima al 6º Battaglione carabinieri “Toscana” e poi al gruppo di Pistoia.
Dotato di una vena comica ed umoristica, era molto abile nelle imitazioni. Le sue apparizioni televisive iniziano dal 1989 in Vernice fresca, trasmissione toscana di successo in onda su Cinquestelle e condotta da Carlo Conti. Questo programma ha costituito il trampolino di lancio anche per altri famosi comici toscani, in particolare Leonardo Pieraccioni e Giorgio Panariello. Qui Giustini iniziò la collaborazione con Graziano Salvadori con il quale si esibì spesso in coppia. La prima trasmissione alla Rai fu Buona fortuna (1989) condotta da Elisabetta Gardini per la regia di Luigi Bonori e Michele Guardì come autore.
Nel 1990 partecipa alla trasmissione Stasera mi butto condotta da Gigi Sabani su Raidue. Da Stasera mi butto vengono scelti 10 imitatori per lavorare nella trasmissione Ricomincio da due su Raidue, condotta da Raffaella Carrà. In quella primavera i dieci imitatori conducono anche un programma preserale dal titolo TGX. Nel 1992 conduce l'anteprima del Festivalbar, nell'edizione condotta da Gerry Scotti e partecipa anche come co-conduttore con Scotti e Linda Lorenzi. Nel frattempo lavora anche in vari spettacoli nelle piazze italiane, oltre a prendere parte nel 1995 ad Aria fresca condotto da Carlo Conti su Telemontecarlo, dove è ancora in coppia con Salvadori (celebre la loro interpretazione dei "Fratelli Atto").
Nel 1997, sempre insieme a Graziano Salvadori, fa parte del duo comico che allieta la trasmissione mattutina di Canale 5 Ciao Mara, condotta da Mara Venier. Nel 1998 è nel programma estivo in prima serata di Raiuno Cocco di mamma condotto ancora da Conti, mentre nel 2007 lo troviamo ancora su Raiuno nel cast di I Fuoriclasse. Negli anni Duemila lavora anche come attore per la TV (Un posto tranquillo 2 con Lino Banfi) ed in pellicole cinematografiche (Incompreso di Enrico Oldoini, Gli amici del bar Margherita di Pupi Avati e Io & Marilyn di Pieraccioni).
È stato conduttore televisivo di Panni sporchi (assieme all'ex-gieffino Guido Genovesi) sull'emittente 50 Canale, rete con la quale aveva già lavorato nella trasmissione Comici condotta ancora con Salvadori e con Andrea Buscemi.
È stato per diversi anni il protagonista, assieme a Walter Santillo, della trasmissione radiofonica di Radio Cuore Due nel pallone, dove è stato conduttore ed imitatore di numerosi personaggi famosi (su tutti Massimo Boldi, Vittorio Cecchi Gori e Paolo Villaggio); sulla stessa emittente radiofonica ha condotto L'altro TG, radiogiornale satirico, con lo pseudonimo di Nick Cipollino. Ultimamente ha svolto pure diversi ruoli in alcune pubblicità proposte su 50 Canale. Nel 2010 torna a lavorare su Raiuno, all'interno del cast della trasmissione Voglia d'aria fresca. Nel 2014 fa parte del cast di Giass, trasmissione di Canale 5 di prima serata, condotta da Luca e Paolo con la regia di Antonio Ricci. Sempre nel 2014 esordisce come scrittore di noir pubblicando il thriller Il prescelto, scritto a 4 mani con il giallista Andrea Gamannossi, per Felici Editore.
Nel novembre 2016 è stato insegnante presso la scuola di comicità a Firenze Accomilab di Spmanagement ACS (Associazione Cultura Spettacolo Associazione Culturale).
A inizio dicembre, in seguito a un malore viene ricoverato all'Ospedale Cisanello di Pisa, dove, il 4 gennaio 2017 all'età di 52 anni, muore per le conseguenze di una pancreatite acuta. I funerali si sono svolti a Migliarino Pisano, dove Giustini viveva da anni. Era sposato con Debora Tonci ed aveva tre figli: Irene, Omar e Manuel.

## Filmografia

### Cinema
- La vita è un gioco, regia di Fabio Campus (2000)
- Una moglie bellissima, regia di Leonardo Pieraccioni (2007)
- Gli amici del bar Margherita, regia di Pupi Avati (2009)
- Io & Marilyn, regia di Leonardo Pieraccioni (2009)
- Passannante, regia di Sergio Colabona (2011)
- Ridere fino a volare, regia di Adamo Antonacci (2012)
- Uscio e bottega, regia di Marco Daffra (2013)
- Sarebbe stato facile, regia di Graziano Salvadori (2013)
- Storia di un inganno, regia di Massimo Di Stefano e Alessandro Ingrà (2014)
- Sapore di te, regia di Carlo Vanzina (2014)
- Il professor Cenerentolo, regia di Leonardo Pieraccioni (2015)

### Televisione
- S.P.Q.R., regia Claudio Risi (1998) - serie TV
- Sei forte maestro 2, regia Claudio Risi (2001) - serie TV
- Incompreso, regia di Enrico Oldoini - miniserie TV (2002)
- Carabinieri 2 (2002) - serie TV
- Un posto tranquillo 2 (2005) - serie TV
- Il commissario Manara (2007) - serie TV
- Un matrimonio, regia di Pupi Avati (2012) - serie TV
- Due sbirri per caso, regia di Raffaele Totaro e Massimo Di Stefano (2013) - serie tv
- Funk-azzisti, regia di Marco Limberti - serie TV (2014)